# زهرة المرجان المرداء
زهرة المرجان المرداء أو الكِنْدِيَة المرداء هو نوع من النباتات المزهرة في الفصيلة البقولية من جنس زهرة المرجان وهو متوطن في جنوب غرب أستراليا الغربية . إنه شجيرة زاحفة ذات أوراق ثلاثية وزهور برتقالية زهرية إلى أزهار حمراء ذات مركز أصفر.